# Sibylle
 Der er for få eller ingen kildehenvisninger i denne artikel, hvilket er et problem. Du kan hjælpe ved at angive troværdige kilder til de påstande, som fremføres i artiklen.

Sibylle, Sibylla eller Sibyllen er navnet på to figurer fra oldtidens Grækenland. Den ene var datter af kong Daradanos af Troja, mens den anden boede i Cumae i det sydlige Italien og var udødelig, men ældedes stadig.
Sidstnævnte skulle ifølge en myte have bedt Apollon om evigt liv men glemt at bede om evig ungdom. Sibylle var et guddommeligt orakel, og Æneas spurgte hende til råds, inden han tog ned til underverdenen.
| Mytologi | Spire Denne artikel om mytologi er en spire som bør udbygges. Du er velkommen til at hjælpe Wikipedia ved at udvide den. |

- Wikimedia Commons har flere filer relateret til Sibylle